# Chloropoea obtusedentata
Chloropoea obtusedentata är en fjärilsart som beskrevs av Embrik Strand 1914. Chloropoea obtusedentata ingår i släktet Chloropoea och familjen praktfjärilar. Inga underarter finns listade i Catalogue of Life.